# Trinità (El Greco)
La Trinità è un dipinto del pittore cretese El Greco realizzato circa nel 1577-1579, una delle nove tele eseguite per l'abbazia di Santo Domingo de Silos. Il dipinto è conservato nel Museo del Prado di Madrid in Spagna dal 1832, dopo essere stata acquistato dal re Fernando VII allo scultore Valeriano Salvatierra.

## Descrizione e stile
Il dipinto in oggetto rappresenta la scena in cui Dio Padre tiene il corpo senza vita del figlio, Gesù Cristo. Sopra di loro lo Spirito Santo è rappresentato sotto forma di una colomba. Intorno alle tre persone della Trinità, gli angeli compaiono in varie posizioni, alcuni dei quali con espressioni drammatiche sui volti.
Pittore manierista, El Greco sembra risentire dell'influenza di Michelangelo Buonarroti (nel modellare l'anatomia delle figure) e del Tintoretto (nel cromatismo), per quanto lo schema generale sembri quasi tratto da una xilografia di Dürer. I toni freddi (malva, blu, verde) predominano, con tocchi caldi isolati che conferiscono vitalità all'intera scena.
La composizione è molto originale e presenta una forma a cuore, all'interno della quale si svolge tutta l'azione del dipinto e da cui rimane fuori solo la colomba, che rappresenta lo Spirito Santo. 
Il centro del dipinto è dominato dal corpo monumentale di Cristo, rappresentato con proporzioni tradizionali e lontano dalla stilizzazione delle figure che predomina - invece - in opere successive del medesimo autore. 
Tuttavia, è evidente l'innovativo spirito manierista, che si riflette nella linea serpeggiante formata dalla posizione del corpo di Cristo e Dio Padre, nonché dalle reazioni quasi irriverenti ed esagerate degli angeli.